# Theridion agreste
Theridion agreste là một loài nhện trong họ Theridiidae.
Loài này thuộc chi Theridion. Theridion agreste được Hercule Nicolet miêu tả năm 1849.